# Bloodvein First Nation
Bloodvein First Nation – miejscowość i rezerwat Indian w Manitobie w Kanadzie, nad brzegiem jeziora Winnipeg i nad rzeką Bloodvein. Populacja na koniec 2019 roku wynosiła 1918 osób, w tym 1176 na terenie rezerwatu.
W miejscowości znajduje się lotnisko Bloodvein River Airport.